# Cesatijeva postrančica
Cesatijeva postrančica (znanstveno ime Crepidotus cesatii) je gliva iz rodu postrančic (Crepidotus). Vrstno ime je dobila po italijanskemu botaniku Vincenzu de Cesatiju (1806 - 1883).

## Značilnosti
Klobuk ima v premeru od 0,5 do 2 cm. Je lupinaste do ledvičaste oblike z rahlo nazobčanim robom. Sprva je bele barve, s staranjem postane kremasto oker. Na podlago je pritrjen bočno. Površina je gladka do fino puhasta.
Lističi so kot žarki, ki izžarevajo od točke pritrditve. So široko razmaknjeni in nekateri se viličasto razcepijo. Sprva so bele barve, kasneje postanejo umazano rumeno rjave rožnate barve.
Ta mala gozdna goba večinoma sploh nima beta.

## Razširjenost in življenjski prostor
Je gniloživka in raste na odmrlih vejah listavcev.

## Mikroskopske značilnosti
Trosni odtis je rožnato bledo rumen. Trosi so okroglasti, ornamentirani z majhnimi bodicami in merijo 6–8 × 5,5–7,5 µm.

## Podobne vrste
- raznolična postrančica (Crepidotus variabilis) je zelo podobna in se najlažje določi po trosih, ki so bolj podolgovati in barvi trosnega odtisa, ki je pri Cesatijevi postrančici bolj roza barve.

## Uporabnost
Neužitna.

## Galerija slik
- Klobuk
- Lističi
- Trosi